# Gabriel Mann
Gabriel Mann (n. Gabriel Wilhoit Amis Mick, 14 de mayo de 1972) es un actor y exmodelo estadounidense, más conocido por su papel de Nolan Ross en la serie dramática de ABC Revenge. Ha coprotagonizado varias películas, incluidas The Life of David Gale y The Bourne Supremacy.

## Vida y carrera
Mann nació en Middlebury, Vermont (Estados Unidos), hijo de Alice Jo (de soltera Amis), una abogada, y Stephen Smith Mick, un profesor de sociología. Comenzó su carrera como modelo de pasarela profesional.
Comenzó a actuar en 1995 en las películas Parallel Sons y Stonewall, en la que fue acreditado como Gabriel Mick. Apareció como el padre Francis en Dominion: Prequel to the Exorcist, dirigida por Paul Schrader, cuando el estudio contrató a Renny Harlin para volver a disparar, el personaje de Mann fue refundida debido a un conflicto de programación, Mann interpretó uno de los papeles principales en el thriller psicológico Psych 9 con Sara Foster, Cary Elwes y Michael Biehn.
Mann apareció en episodios de la serie de televisión ER, La isla de la fantasía, Jeremías, Carnivàle, Wasteland, Time of your Life, y Legend of the Seeker. En 2008 apareció en cuatro episodios de la serie de drama de AMC Mad Men como Arthur Case. Interpretó también expresó el papel de Bruce Banner en "Wolverine vs Hulk " episodio de la serie de televisión animada Wolverine y los X-Men. Repitió el papel de un personaje recurrente en la serie de TV Los Vengadores: los héroes más poderosos de la Tierra. Wolverine y los mightest Héroes del Avengers Earth X-Men y se establecen dentro de la misma continuidad. En mayo de 2012 , Mann se unió al elenco de la película biográfica histórica de Diego Luna sobre César Chávez titulado Chávez, que también estará protagonizada por Michael Peña, América Ferrera, Rosario Dawson, John Malkovich y Wes Bentley. Mann protagonizó al hacker multimillonario Nolan Ross en la serie dramática de ABC Revenge. También se firmó con DNA Models y anteriormente con Next Models. Ha trabajado con Mario Testino para Gap y como el rostro de CP Company, así como Richard Avedon para Club Monaco. También trabajó con Mario Sorrenti para Perry Ellis, Ellen Von Unwerth, Steven Klein, Tyler Shields, Marc Jacobs, y Calvin Klein. En el 2019 apareció en la serie Batwoman como Tommy Elliot, personaje recurrente.

## Filmografía

### Cine
| Año  | Título                            | Personaje                            | Notas |
| ---- | --------------------------------- | ------------------------------------ | ----- |
| 1995 | Parallel Sons                     | Seth Carlson                         |       |
| 1995 | Stonewall                         | Agitador                             |       |
| 1996 | Yo disparé a Andy Warhol          | Muchacho atildado                    |       |
| 1998 | How to Make the Cruelest Month    | Leonard Crane                        |       |
| 1998 | High Art                          | James                                |       |
| 1998 | Great Expectations                | Owen                                 |       |
| 1998 | Claudine's Return                 | Kenneth                              |       |
| 1999 | No Vacancy                        | Michael                              |       |
| 1999 | Outside Providence                | Jack Wheeler                         |       |
| 2000 | American Virgin                   | Brian                                |       |
| 2000 | Cherry Falls                      | Kenny Ascott                         |       |
| 2001 | Things Behind the Sun             | Owen                                 |       |
| 2001 | Josie and the Pussycats           | Alan M.                              |       |
| 2001 | Summer Catch                      | Auggie Mulligan                      |       |
| 2001 | New Port South                    | Wilson                               |       |
| 2001 | Buffalo Soldiers                  | Soldado de primera clase Brian Knoll |       |
| 2002 | The Bourne Identity               | Danny Zorn                           |       |
| 2002 | Abandon                           | Harrison Hobart                      |       |
| 2003 | The Life of David Gale            | Zack Stemmons                        |       |
| 2004 | Sleep Easy, Hutch Rimes           | Jesse Proudfit                       |       |
| 2004 | The Bourne Supremacy              | Danny Zorn                           |       |
| 2004 | Drum                              | Jürgen Schadeberg                    |       |
| 2005 | Dominion: Prequel to the Exorcist | Padre Francis                        |       |
| 2005 | A Lot Like Love                   | Peter                                |       |
| 2005 | Don't Come Knocking               | Earl                                 |       |
| 2005 | The Big Empty                     | El hombre pensativo                  | Corto |
| 2005 | Piggy Banks                       | Michael                              |       |
| 2006 | Valley of the Heart's Delight     | Jack Pacheco                         |       |
| 2007 | Love and Mary                     | Jake / Brent                         |       |
| 2008 | Demption                          | Paul                                 | Corto |
| 2008 | The Ramen Girl                    | Ethan                                |       |
| 2008 | 80 Minutes                        | Alex North                           |       |
| 2008 | Dark Streets                      | Chaz                                 |       |
| 2008 | The Rainbow Tribe                 | Sr. Murray                           |       |
| 2008 | The Coverup                       | Stu Pepper                           |       |
| 2010 | Psych 9                           | Cole Hanniger                        |       |
| 2011 | Fake                              | Daniel Jakor                         |       |
| 2013 | Zerosome                          | Michael "Lippy" Lippman              |       |
| 2014 | Cesar Chávez                      | Bogdanovich Junior                   |       |

### Televisión
| Año           | Título                                 | Personaje                    | Notas                                                                               |
| ------------- | -------------------------------------- | ---------------------------- | ----------------------------------------------------------------------------------- |
| 1996          | Harvest of Fire                        | John Beiler                  | Película de televisión                                                              |
| 1997          | Heart Full of Rain                     | Jacob Dockett                | Película de televisión                                                              |
| 1997          | ER                                     | Carl Twomey                  | Episodio: "Random Acts"                                                             |
| 1999          | Fantasy Island                         | Cybil Hammond                | Episodio: "Innocent"                                                                |
| 1999          | Dying to Live                          | Matthew "Matt" Jannett       | Película de televisión                                                              |
| 1999          | Wasteland                              | Justin                       | Episodio: "Double Date"                                                             |
| 2000          | Time of Your Life                      | Ethan                        | Episodio: "The Time They Decided to Date"                                           |
| 2002          | Jeremiah                               | Andrew Kincaid               | Episodio: "A Means to an End"                                                       |
| 2003          | Carnivàle                              | Harlan Staub                 | Episodio: "Black Blizzard"                                                          |
| 2008          | Mad Men                                | Arthur Case                  | 4 Episodios                                                                         |
| 2008          | Wolverine and the X-Men                | Bruce Banner                 | Voz. Episodio: "Wolverine vs. the Hulk"                                             |
| 2009–2010     | Legend of the Seeker                   | Joven Zeddicus Zu'l Zorander | 2 Episodios                                                                         |
| 2010–2012     | The Avengers: Earth's Mightiest Heroes | Bruce Banner                 | Voz. 7 Episodios                                                                    |
| 2011–2015     | Revenge                                | Nolan Ross                   | Personaje principal                                                                 |
| 2015          | The Mysteries of Laura                 | Shane Allen                  | Episodio: "The Mystery of the Locked Box"                                           |
| 2016          | Ray Donovan                            | Jacob Waller                 | 6 Episodios                                                                         |
| 2016          | Rush Hour                              | Reginald Mason               | Episodio: "Knock, Knock... House Creeping!"                                         |
| 2017–2018     | Damnation                              | Martin Eggers Hyde, PhD      | 5 Episodios                                                                         |
| 2018          | Hawaii Five-0                          | Lee                          | Episodios: "Aia I Hi'Ikua; I Hi'Ialo", "Is Borne on the Back; Is Borne in the Arms" |
| 2019          | The Blacklist                          | Ilya Koslov                  | 2 Episodios                                                                         |
| 2019          | What/If                                | Gage Scott                   | Recurrente                                                                          |
| 2019–presente | Batwoman                               | Tommy Elliot / Hush          | Recurrente                                                                          |

## Premios y nominaciones
| Año       | Otorga            | Premio                                | Trabajo | Resultado |
| --------- | ----------------- | ------------------------------------- | ------- | --------- |
| 2011–2015 | Teen Choice Award | Opción de TV Escena masculina Stealer | Revenge | Nominado  |

- Datos: Q973456
- Multimedia: Gabriel Mann / Q973456